# Johann Trummer
Johann Trummer (* 18. Februar 1940 in Bruck an der Mur; † 18. Juli 2019 in Graz) war ein österreichischer römisch-katholischer Priester, Organist, Musikwissenschaftler und Medienmanager.

## Leben
Johann Trummer, eines von fünf Kindern, studierte Philosophie und Katholische Theologie sowie Musikwissenschaften und Geschichte an der Universität Graz sowie Orgel und Cembalo an der Universität für Musik und darstellende Kunst Graz. 1964 empfing er die Priesterweihe und wurde zum Doktor der Theologie promoviert. Trummer war Sekretär der Grazer Bischöfe Josef Schoiswohl und Johann Weber. Er war in der Leitung des Priesterseminars Diözese Graz-Seckau sowie als Verantwortlicher für die Öffentlichkeitsarbeit im Ordinariat und Diözesanen Wirtschaftsrat tätig.
Trummer war an 1966 Lehrbeauftragter für Orgel, Liturgik und Deutschen Kirchengesang an der Kirchenmusikabteilung der Musikhochschule Graz und ebenda ab 1979 ordentlicher Professor für Liturgik, liturgische Praxis und Hymnologie. Von 1973 bis 1991 hatte er die Leitung der Kirchenmusikabteilung und von 1981 bis 2000 die Leitung des Instituts für Aufführungspraxis inne. Er war langjähriger Gastprofessor für Kirchenmusik unter anderem in Moskau, St. Petersburg und Minsk. Er war seit 2000 Vorstand des Instituts für Kirchenmusik und Orgel der Kunstuniversität Graz. Trummer war Vorstandsmitglied der Leipziger Neuen Bachgesellschaft und engagierte sich für eine Zusammenarbeit zwischen Graz und Gotha.  Er war Vorsitzender der Sektion Kirchenmusik der Diözese Graz-Seckau, Vizepräsident der Österreichischen Kirchenmusikkommission, Mitglied der Liturgischen Kommission Österreichs und weitere.
Langjährig war Trummer in Spitzenpositionen der katholischen Medienwelt in Österreich engagiert. 1983 wurde er Obmann des 1869 gegründeten Katholischen Preßvereins, dem Trägerverein der heutigen Styria Media Group. Mit Umfirmierung zu einer Aktiengesellschaft wurde er 1997 erster Aufsichtsratsvorsitzender; ab 2011 stellvertretender Aufsichtsratsvorsitzender. Zudem war er drei Jahrzehnte lang Vorstandsvorsitzender der ebenfalls 1997 neu gegründeten Katholischer Medien Verein Privatstiftung, die als Haupteigentümer die Styria-Unternehmensgruppe von einem regionalen Zeitungsverlag zu einem international tätigen Medienkonzern in Österreich, Kroatien und Slowenien führte.

## Ehrungen und Auszeichnungen
- Goldenes Ehrenzeichen des Landes Steiermark (1979)
- Orlando-di-Lasso-Medaille des Allgemeinen Cäcilienverbandes (2002)
- Ehrendoktorwürde zum Dr. h. c. der Belarussischen Staatlichen Musikakademie, Minsk (2003)
- Ehrenbrief der Stadt Gotha für seine Verdienste um die Ehrung von Josef von Gadolla (2015)[3]
- Ehrenring in Gold der Katholisch-Theologischen Fakultät der Universität Graz (2017)

## Schriften
- Kirchenchoere Oesterreichs: Geschichte der Chormusik im Gottesdienst und Dokumentation von Kirchenchören in Österreich und Südtirol.
- Johann Sebastian Bach und Johann Joseph Fux: Bericht über das Symposion anlässlich des 58. Bachfestes der Neuen Bachgesellschaft, 24.–29. Mai 1983 in Graz. 1983, ISBN 978-3-7618-0756-9.
- Alte Musik – Lehren, Forschen, Hören: Perspektiven der Aufführungspraxis; Symposion 1992. 1994, ISBN 978-3-930079-60-5.
- Kirchenraum – Konzert – Aufführungspraxis, Symposion 1994. 1996, ISBN 978-3-930079-61-2.
- Orgelmusik, Kirchenraum und Aufführungspraxis: Perspektiven der Aufführungspraxis, Symposion 1996. 1997, ISBN 978-3-932581-12-0.
- Bach im Mittelpunkt: Botschaften an die Aufführungspraxis, Symposion 1999. 2001, ISBN 978-3-932581-33-5.
- Lebendige Musik: Vorträge und Berichte vom 1. deutsch-russischen Sommer-Festival, Halle. 2006, ISBN 978-3-86634-178-4.
- Kirchenmusik in sozialistischen Ländern vor und nach der Wende von 1989. 2006, ISBN 978-3-939041-09-2.
- Katholische Kirchenmusik und kirchlicher Volksgesang im katholischen Reichsgebiet an der Wende vom 18. zum 19. Jahrhundert. In: Thomas Hochradner (Hg.): Wege zu Stille Nacht. Zur Vor- und Nachgeschichte einer „einfachen Composition“. Veröffentlichung des Arbeitsschwerpunktes Salzburger Musikgeschichte, Bd. 8. Hollitzer, Wien 2020 (Bericht zur Tagung vom 22. September 2018 in der Benediktinerabtei Michaelbeuern), S. 11–24. ISBN 978-3-99012-836-7.